# Coelogyne fuerstenbergiana
Coelogyne fuerstenbergiana é uma espécie de orquídea (Orchidaceae) originária de Sumatra.